# Stamppot
Een stamppot (Nederland) of stoemp (Vlaanderen) is een traditioneel gerecht dat wordt bereid uit diverse gestampte ingrediënten, meestal aardappelen en groenten. Ook in Duitsland, met name in het Rijnland, maakt men stamppotten.

## Algemene bereidingswijze
De onderdelen van de stamppot worden in één pan in ruim water met zout goed gaar gekookt. Daarna wordt het water afgegoten en worden alle onderdelen door elkaar gestampt met een stamper, en af en toe geroerd. Naar smaak wordt zout, peper en eventueel boter of ander vet toegevoegd. Direct daarna wordt het gerecht, vaak met apart bereid vlees, geserveerd. Dikwijls wordt er (vlees)jus in een 'kuiltje' bij gegeven.

## Stamppotten

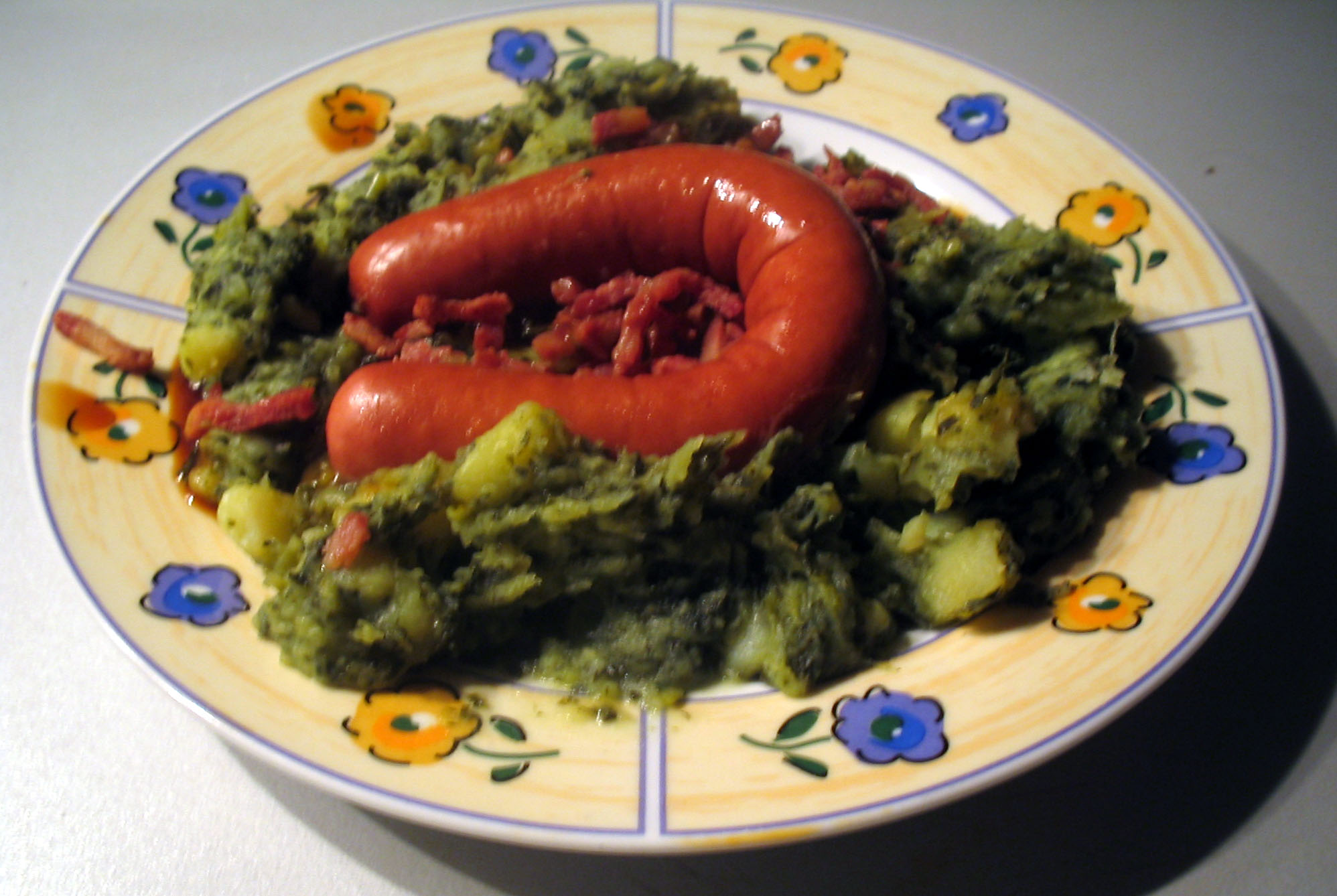
Boerenkoolstamppot

Stamppot rauwe andijviegaar gekookte aardappelen worden door rauwe fijngesneden andijvie gestampt. Daardoorheen kunnen blokjes kaas en uitgebakken spek(jes) worden geroerd, waarbij de kaas enigszins moet smelten. Dit recept ook wel 'stimpestamp' of 'stimpstamp' genoemd.
Stamppot andijviegaar gekookte andijvie wordt vermengd met gaargekookte aardappelen en vervolgens gestampt.
Hete bliksemeen stamppot op basis van aardappelen en appels. Door het vocht in vooral de appel blijft deze stamppot erg lang warm. Vaak geserveerd met spek of bloedworst. In Oost-Nederland wordt dit gerecht ook wel 'hemel en aarde' genoemd en in Duitsland: 'Himmel und Erde'. In het Noorden: 'stamppot zoete appeltjes' en 'pronkjewail'.
Vijfschafteen stamppot bestaande uit aardappel, ui, appel, wortel en bruine bonen.
Donder en hete bliksemeen stamppot op basis van aardappelen en appels met als extra peer
Stamppot boerenkoolmeestal geserveerd met rookworst. In Groningen wordt dit recept 'mous' genoemd.
Stamppot spinaziemeestal geserveerd met spek en pijnboompitten.
Stamppot posteleinmeestal geserveerd met spek
Stamppot zuurkoolmeestal geserveerd met rookworst. De zuurkool wordt apart gekookt van de aardappelen, omdat deze door de invloed van het zuur uit de kool niet gaar worden.
Hutspoteen stamppot van aardappelen, wortels en uien: meestal geserveerd met klapstuk of rookworst. In België noemt men dit ook 'wortelstoemp'. Traditioneel gerecht van het Leidens Ontzet.
Stamppot HawaïEen stamppot op basis van aardappelen, ananas, appel en rode paprika meestal geserveerd met gebarbecuede kipfilet. Soms doet men er ook maïs door.
Stamppot raapstelenRauwe raapstelen worden vermengd met gekookte aardappelen en eventueel spekjes en vervolgens door elkaar gestampt. In Noord-Brabant heet dit 'keeltjesstamppot'. Het is een typische voorjaarsstamppot, die in de periode februari/maart wordt gegeten, meestal met spek.
Stamppot zalmlicht gebakken witlof wordt vermengd met gekookte aardappelen, rauwe zalmfilet of zalmsnippers, crème fraîche en dille.
Stamppot snijbonenEen stamppot van zoute snijbonen vermengd met gekookte aardappelen geserveerd met varkensworst. In sommige streken van Nederland is het een traditie om met Nieuwjaar stamppot snijbonen te eten.
Stamppot preiStamppot op basis van aardappelen en prei en blokjes belegen kaas. Vaak geserveerd met een gehaktbal. De moderne variant is met schimmelkazen zoals roquefort in de plaats van Hollandse kaas.
Stamppot spitskoolStamppot gemaakt van aardappelen en spitskool. Wordt vaak geserveerd met rookworst en/of speklapjes.
Stamppot koolraapAardappelen en koolraap worden apart gekookt en gaar door elkaar gestampt. Wordt vaak geserveerd met sudderlapjes.
Blote billetjes in het grasOok wel blote kindertjes in het gras genoemd. Een stamppot gemaakt van aardappelen, gekookte snijbonen en witte bonen. De aardappels en snijbonen worden samen gestampt en de verwarmde witte bonen daarna door de massa geroerd. Een optie is om de helft van de witte bonen mee te stampen en de andere helft er heel doorheen te roeren. Vaak geserveerd met rookworst, soms met kippenworst. De naam slaat op de witte bonen (die op blote billen lijken) die in het gras liggen (de snijbonen).
Blauwe JanStamppot gemaakt van aardappelen en rodekool. Vaak geserveerd met gehakt of braadworst.